# Droga krajowa B110 (Niemcy)
Droga krajowa nr 110 (niem. Bundesstraße 110, B 110) – niemiecka droga krajowa przebiegająca  z zachodu na wschód od skrzyżowania z autostradą A19 na węźle Rostock-Süd na wschód od Rostocku do granicy z Polską koło Świnoujścia w Meklemburgii-Pomorzu Przednim. Po polskiej stronie granicy jej kontynuację stanowi droga krajowa nr 93.

## Miejscowości leżące przy B110
Rostock, Neu Roggentin, Broderstorf, Sasnitz, Tessin, Vilz, Basse, Lühburg, Klein Nieköhr, Gnoien, Finkenthal, Dargun, Zernekow, Demmin, Eugenienberg, Kruckow, Tutow, Jarmen, Groß-Toitin, Padderow, Neetzow, Liepen, Görke, Anklam, Relzow, Murchin, Libnow, Pinnow, Usedom, Görke, Kutzow, Zirchow.